# Arnold Jackson
Arnold Nugent Strode-Jackson (Addlestone, 5 aprile 1891 – Oxford, 13 novembre 1972) è stato un mezzofondista britannico, campione olimpico dei 1500 metri piani ai Giochi di Stoccolma 1912.

## Palmarès
| Anno | Manifestazione  | Sede      | Evento       | Risultato | Prestazione | Note            |
| ---- | --------------- | --------- | ------------ | --------- | ----------- | --------------- |
| 1912 | Giochi olimpici | Stoccolma | 1500 m piani | Oro       | 3'56"8      | Record olimpico |